# 四牌楼街道
四牌楼街道，是中华人民共和国江苏省鎮江市京口区下辖的一个乡镇级行政单位。

## 行政区划
四牌楼街道下辖以下地区：
道署街社区、荷花塘社区、虹桥社区、阳光世纪社区、江滨第一社区、江滨第二社区、民主新村社区、香江花城社区、江东社区和江山名州社区。